# 파랑 (프로게이머)
파랑(본명: 이상원)은 대한민국의 리그 오브 레전드 프로게이머로 포지션은 탑 라이너이다. 아이디는 Parang이며 현재 서킷 브라질리언 리그 오브 레전드의 플라멩구 E스포츠 소속이다.

## 선수 생활
2016년 1월, 스타더스트에 입단하면서 프로 커리어를 시작했다. 스프링 시즌 팀의 챌린저스 포스트시즌 진출에 기여했다.
2016년 5월, 팀 로캣에 입단했다. 2016년 9월, 팀에서 퇴단했다.
2017년 5월, 담원 게이밍에 입단했다. 서머 시즌 팀의 주전 탑 라이너로 활동했다. 2017시즌 종료 후 팀에서 퇴단했다.
2018년 6월, ES 샤크스에 입단했다. 서머 시즌 팀의 챌린저스 포스트시즌 진출에 기여했다.
2019시즌을 앞두고 올 나이츠에 입단했다. 스프링 시즌 팀의 포스트시즌 진출에 기여했다. 서머 시즌에서는 준우승의 성적을 거두었다.
2020시즌을 앞두고 카붐! e스포츠에 입단했다. 스프링 시즌 CBLOL 스프릿1 우승을 거두는데 기여했다. 2020년 5월, 팀에서 퇴단했다.
2021시즌을 앞두고 플라멩구 e스포츠에 입단했다.

## 소속팀
| # | 팀명             | 소속 기간             | 소속 리그 | 비고 |
| - | ---------------- | --------------------- | --------- | ---- |
| 1 | 스타더스트       | 2016.01.18~2016.05    | CK        |      |
| 2 | 팀 로캣          | 2016.05.10~2016.09    | LEC       |      |
| 3 | 담원 게이밍      | 2017.05.03~2017.11.30 | CK        |      |
| 4 | ES 샤크스        | 2018.06.01~2018.12.03 | CK        |      |
| 5 | 올 나이츠        | 2018.12.03~2019.11.20 | LLA       |      |
| 6 | 카붐! e스포츠    | 2019.12.11~2020.05.23 | CBLOL     |      |
| 7 | 플라멩구 e스포츠 | 2020.11.19~           | CBLOL     |      |

## 수상 내역
- 라틴 아메리카 리그 클로징 2019 준우승
- 서킷 브라질리언 리그 오브 레전드 2020 스플릿 1 우승